# Președintele Republicii Moldova
Președintele Republicii Moldova, conform Constituției, este șeful statului ce reprezintă țara pe plan internațional și asigură garanția de suveranitate, independență națională, unitate și integritate teritorială a țării.

## Alegerea
Președintele Republicii Moldova este ales de către poporul acesteia (cetățenii Republicii Moldova) prin vot secret și universal.
Pentru a fi ales președinte, un candidat trebuie să îndeplinească următoarele cerințe: să fie cetățean cu drept de vot, cu vârsta de cel puțin 40 de ani, care locuiește/a locuit pe teritoriul Republicii Moldova cel puțin de 10 ani și să cunoască limba română. 
Modul de alegere al președintelui în trecut: alegerea se considera validată dacă candidatul a acumulat cel puțin 3/5 din voturile deputaților. Dacă niciun candidat nu atingea cota de 3/5, se trecea la turul doi în care se confruntau doi contracandidați ce au acumulat cel mai mare număr de voturi în primul tur. Dacă nici în turul doi cota nu era atinsă se desfășoară alegeri repetate. Dacă nici după alegerile repetate președintele nu este ales, președintele în funcție dizolvă Parlamentul și stabilește data alegerii noului parlament.

## Depunerea jurământului
Rezultatele alegerilor trebuie să fie validate de Curtea Constituțională. Candidatul, a cărui alegere a fost declarată validă, nu mai târziu de 45 de zile după alegeri, depune în fața parlamentului și Curții constituționale următorul jurământ:
„Jur să-mi dăruiesc toată puterea și priceperea propășirii Republicii Moldova, să respect Constituția și legile țării, să apăr democrația, drepturile și libertățile fundamentale ale omului, suveranitatea, independența, unitatea și integritatea teritorială a Moldovei.”

## Atribuții
- Convocarea Parlamentului
- Dreptul la inițiativă legislativă
- Mesaje Parlamentului
- Atribuții în domeniul politicii externe
- Atribuții în domeniul apărării
- Numirea judecătorilor

Președintele Republicii Moldova îndeplinește și următoarele atribuții: 
- conferă decorații și titluri de onoare
- acordă grade militare supreme prevăzute de lege
- soluționează problemele cetățeniei Republicii Moldova și acordă azil politic
- numește în funcții publice, în condițiile prevăzute de lege
- acordă grațiere individuală
- poate cere poporului să-și exprime, prin referendum, voința asupra problemelor de interes național
- acordă ranguri diplomatice
- conferă grade superioare de clasificare lucrătorilor din procuratură, judecătorii și altor categorii de funcționari, în condițiile legii
- suspendă actele Guvernului, ce contravin legislației, până la adoptarea hotărârii definitive a Curții Constituționale
- exercită și alte atribuții stabilite prin lege (articolul 88 din Constituție).

## Aparatul Președintelui

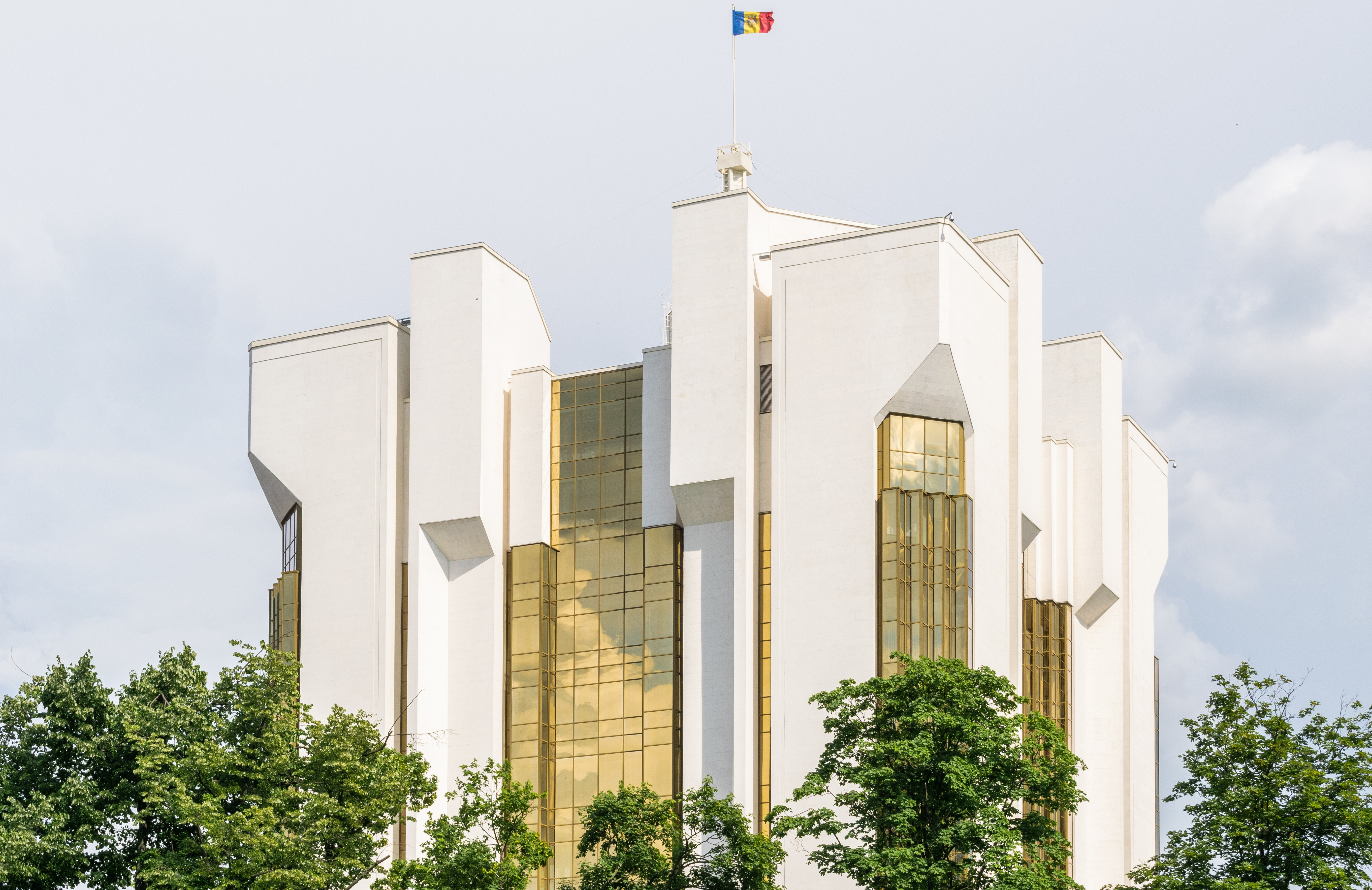
Palatul prezidențial din Chișinău

Aparatul Președintelui Republicii Moldova este autoritatea publică care asigură asistența organizatorică, juridică, informațională și tehnică a activității Președintelui Republicii Moldova în vederea exercitării de către acesta a prerogativelor prevăzute de Constituție și alte legi.

### Structura Aparatului
- Secretară generală adjunctă – Lilia Tonu
- Consilieră prezidențială pentru politică externă și afaceri europene – Olga Roșca
- Consilier prezidențial în domeniul apărării și securității naționale; secretar al Consiliului Suprem de Securitate – Stanislav Secrieru
- Consilieră prezidențială pe probleme politice, relații cu autoritățile publice și societatea civilă – Stella Jantuan
- Consilieră prezidențială pentru relația cu cetățenii – Larisa Miculeț
- Consilieră prezidențială în domeniul educației și cercetării – Valentina Chicu
- Consilieră prezidențială pentru relațiile cu diaspora – Elena Druță
- Consilier prezidențial pentru comunicare publică; purtător de cuvânt – Igor Zaharov
- Șef al Cabinetului Președintelui – Adrian Băluțel

## Lista președinților
| Nr. | Nume (naștere–deces)      | Portret | Mandat                | Mandat             | Partid                                       | Observații        | Guvern                                              | Alegeri   |
| --- | ------------------------- | ------- | --------------------- | ------------------ | -------------------------------------------- | ----------------- | --------------------------------------------------- | --------- |
| 1   | Mircea Snegur (1940–2023) |         | 23 septembrie 1990    | 15 ianuarie 1997   | independent                                  | Ales de popor     | Druc Muravschi Sangheli I Sangheli II               | 1991      |
| 2   | Petru Lucinschi (1940–)   |         | 15 ianuarie 1997      | 7 aprilie 2001     | Partidul Democrat Agrar din Moldova          | Ales de popor     | Ciubuc I Ciubuc II Sturza Braghiș                   | 1996      |
| 3   | Vladimir Voronin (1941–)  |         | 7 aprilie 2001        | 11 septembrie 2009 | Partidul Comuniștilor din Republica Moldova  | Ales de Parlament | Braghiș Tarlev I Tarlev II Greceanîi I Greceanîi II | 2001 2005 |
| —   | Mihai Ghimpu (1951–)      |         | 11 septembrie 2009    | 28 decembrie 2010  | Partidul Liberal                             | Interimar         | Greceanîi II Filat I                                |           |
| —   | Vladimir Filat (1969–)    |         | 28 decembrie          | 30 decembrie 2010  | Partidul Liberal Democrat din Moldova        | Interimar         | Filat I                                             |           |
| —   | Marian Lupu (1966–)       |         | 30 decembrie 2010     | 23 martie 2012     | Partidul Democrat din Moldova                | Interimar         | Filat I Filat II                                    |           |
| 4   | Nicolae Timofti (1948–)   |         | 23 martie 2012        | 23 decembrie 2016  | independent                                  | Ales de Parlament | Filat II Leancă Gaburici Streleț Filip              | 2012      |
| 5   | Igor Dodon (1975–)        |         | 23 decembrie 2016     | 24 decembrie 2020  | Partidul Socialiștilor din Republica Moldova | Ales de popor     | Filip Sandu Chicu                                   | 2016      |
| 6   | Maia Sandu (1972–)        |         | din 24 decembrie 2020 |                    | Partidul Acțiune și Solidaritate             | Aleasă de popor   | Chicu Gavrilița Recean                              | 2020 2024 |

## Vezi și
- Prima Doamnă a Republicii Moldova
- Prim-ministrul Republicii Moldova
- Președintele Parlamentului Republicii Moldova